# Perdita punctulata
Perdita punctulata är en biart som beskrevs av Timberlake 1958. Perdita punctulata ingår i släktet Perdita och familjen grävbin. Inga underarter finns listade i Catalogue of Life.